# Calyptranthes clusiifolia
Calyptranthes clusiifolia är en myrtenväxtart som beskrevs av Otto Karl Berg. Calyptranthes clusiifolia ingår i släktet Calyptranthes och familjen myrtenväxter. Inga underarter finns listade i Catalogue of Life.